# Глава Республики Татарстан
Глава (Раис) Республики Татарстан, сокращённо — Раис Республики Татарстан (тат. Татарстан Республикасы Рәисе), — глава республики (субъекта, государства) и высшее должностное лицо, возглавляющее систему исполнительных органов государственной власти Татарстана. С 4 июля 1991 года по 5 февраля 2023 года должность руководителя республики именовалась Президент Республики Татарстан.
Должность президента Татарстана была учреждена в 1991 году, первым президентом Татарстана стал Минтимер Шаймиев. В 2023 году название должности было изменено на «глава (раис)».

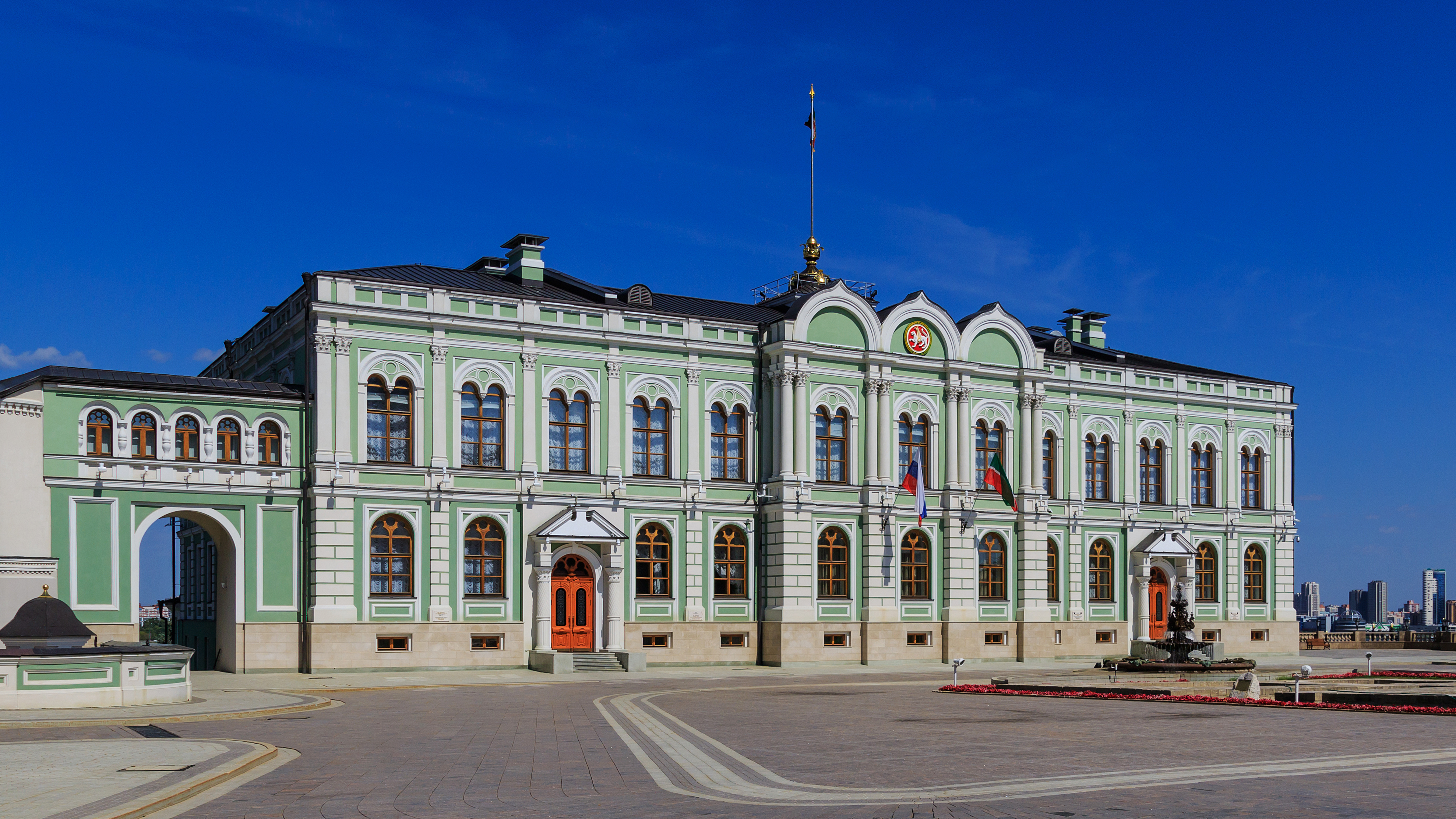
Губернаторский дворец в Казанском Кремле — резиденция главы Татарстана

Резиденцией главы Татарстана является Губернаторский дворец в Казанском Кремле в столице Республики Татарстан городе Казани.
Символом власти в Татарстане является устанавливаемый в служебном кабинете и поднимаемый над резиденциями Штандарт (флаг) Главы (Раиса) Республики Татарстан, представляющий собой государственный флаг Татарстана с изображённым в его центре государственным гербом Татарстана.

## История

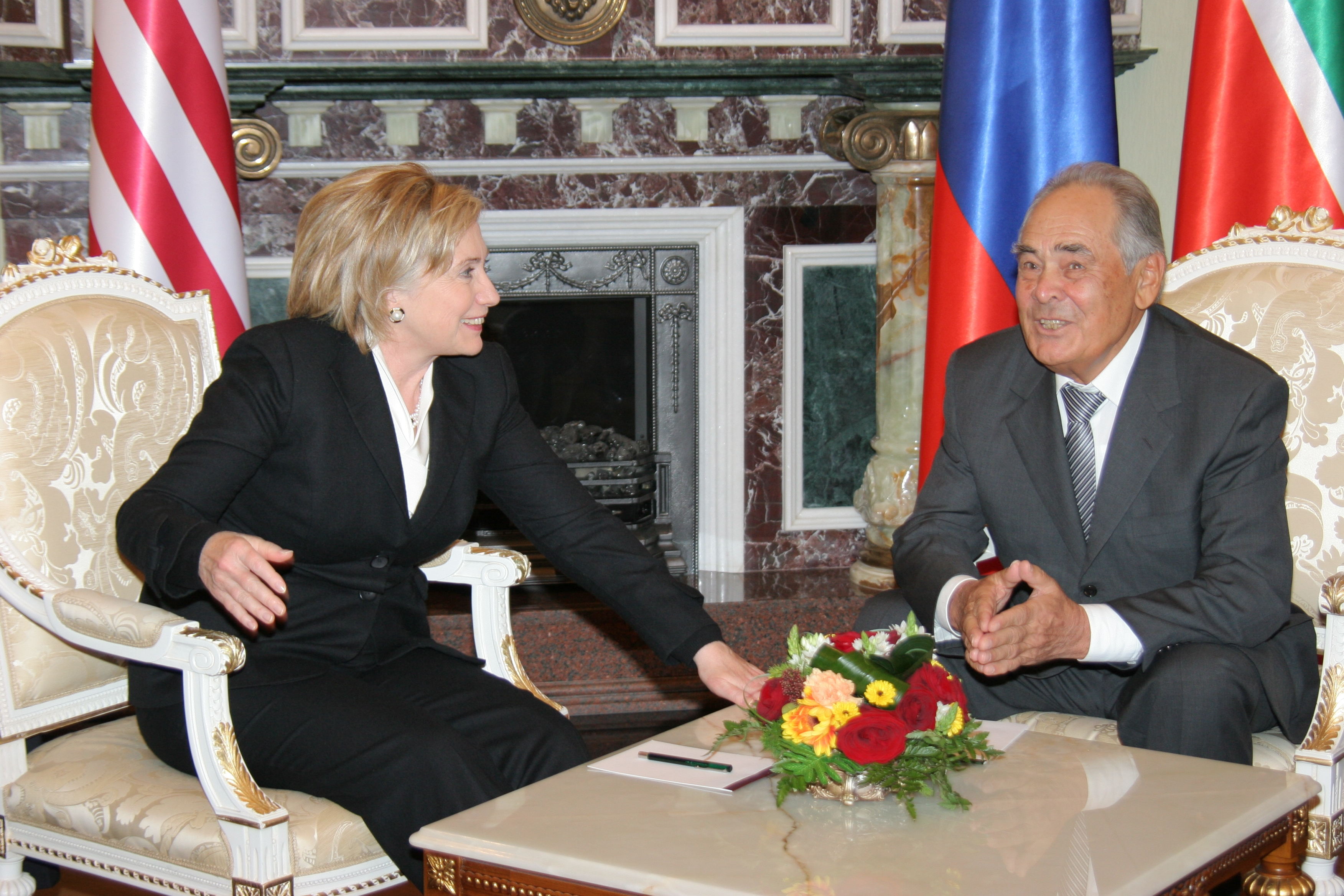
Президент Татарстана М. Ш. Шаймиев в зале приёмов своей резиденции с госсекретарем США Хиллари Клинтон, 2009 год

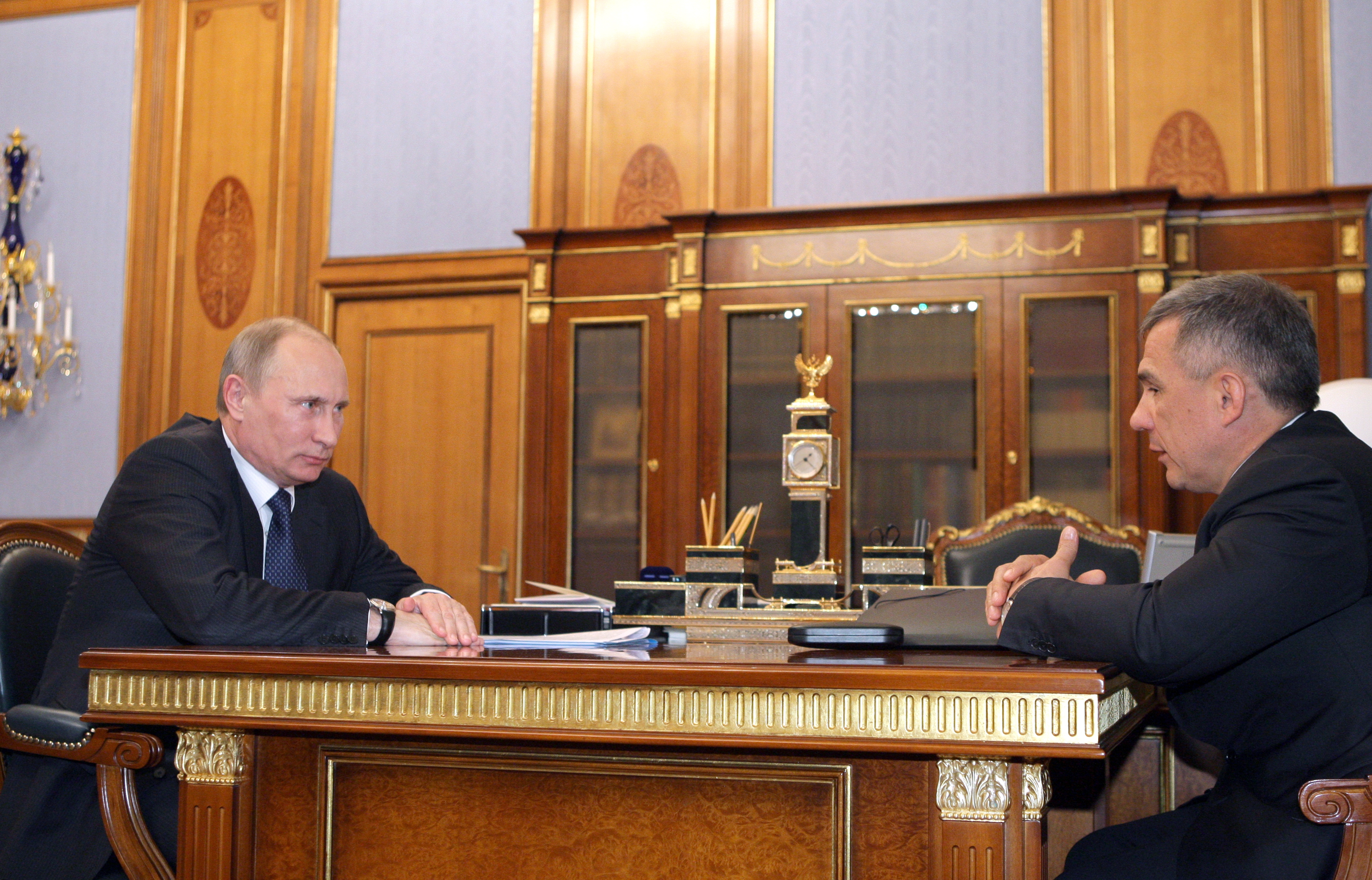
Президент Татарстана Р. Н. Минниханов с премьер-министром России В. В. Путиным в его служебном кабинете, 2011 год

Новая должность высшего должностного лица Татарстана была учреждена на смену должности Председателя Президиума Верховного Совета республики (которым с 1990 года также был Шаймиев). 12 июня 1991 года Минтимер Шарипович Шаймиев был избран первым президентом Татарстана подавляющим большинством голосов на всенародных выборах на безальтернативной основе (после снятия своих кандидатур другими претендентами). В последующем Минтимер Шаймиев переизбирался также подавляющим большинством голосов на безальтернативных и альтернативных всенародных выборах в 1996 и 2001 годах.
Согласно новому порядку определения глав субъектов Российской Федерации, 25 марта 2005 года Минтимер Шаймиев был наделён на четвёртый срок полномочиями президента Татарстана Государственным советом Татарстана по представлению президента России Владимира Путина. Минтимер Шаймиев пробыл в должности президента Татарстана 4 срока и 6862 дня (на то время рекорд среди глав субъектов России).
В декабре 2009 года правящей партией «Единая Россия» президенту Российской Федерации Дмитрию Медведеву были представлены в качестве кандидатов на должность президента Татарстана действующие президент, премьер-министр и спикер парламента республики Минтимер Шаймиев, Рустам Минниханов и Фарид Мухаметшин. 22 января 2010 года Минтимер Шаймиев попросил президента России Дмитрия Медведева не рассматривать его кандидатуру на новый срок президентства после 25 марта 2010 года. 25 марта 2010 года представленный президентом России Рустам Минниханов был единогласно наделён полномочиями Госсоветом Татарстана и вступил в должность как второй президент Татарстана, а Минтимер Шаймиев был назначен на должность государственного советника Татарстана. В сентябре 2015 года Р. Н. Минниханов на выборах был переизбран президентом на второй срок.
Президенты Татарстана совершали и совершают официальные визиты в другие страны и многократно принимали и принимают в Казани иностранных глав государств и правительств ближнего и дальнего зарубежья. Например, президент Татарстана Минтимер Шаймиев имел встречи с президентом США Биллом Клинтоном (в ходе визита в США в октябре 1994 года в период после провозглашения суверенитета Татарстана и в Москве в октябре 1998 года) и с председателем КНР Ху Цзиньтао (в марте 2007 года в Казани).

## Наименование должности

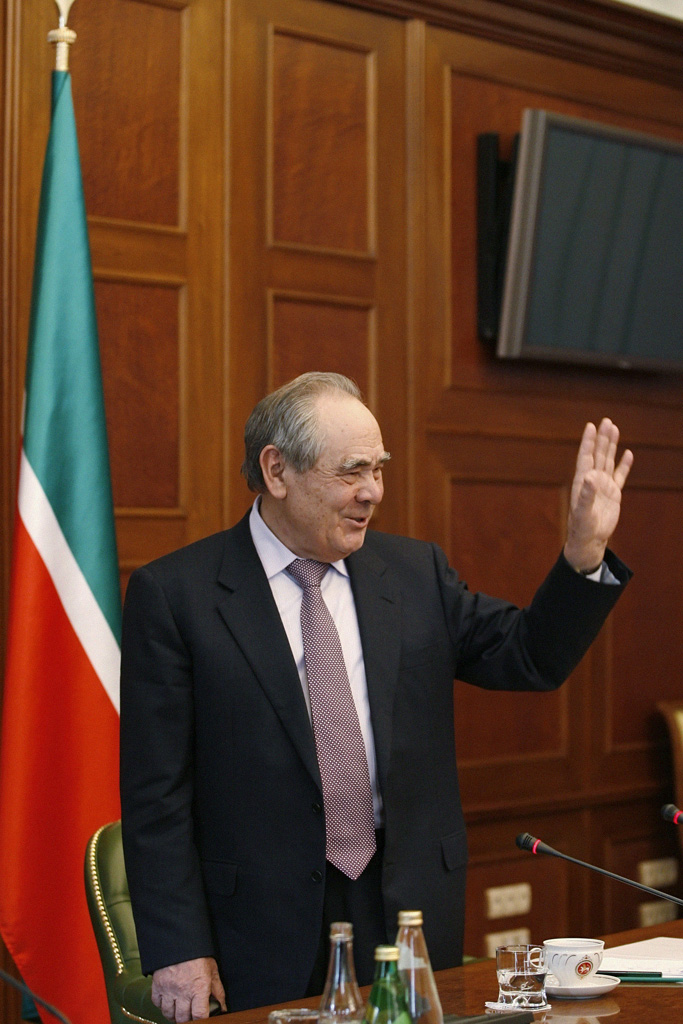
Президент Татарстана М. Ш. Шаймиев в служебном кабинете своей резиденции, 2010 год

В 2010 году в Российской Федерации началось переименование глав субъектов, именовавшихся президентами. Официальное начало этому процессу положил глава Чечни Рамзан Кадыров, первым объявивший об отказе называться президентом и призвавший других последовать его примеру. Кадыров тогда заявил, что «в России только один государственный деятель имеет право называться президентом» и следует прекратить «парад региональных президентов». В конце 2010 года президент Дмитрий Медведев подписал одобренные Госдумой и Советом Федерации закон, запрещающий главам субъектов Российской Федерации называться президентами, вызвавший общественный резонанс. При этом регионам позволили самим выбирать название должности своего руководителя в соответствии с историческими традициями, ограничив сроком до 1 января 2015 года. К концу 2013 года новое название руководителя республики не было законодательно закреплено лишь в Башкортостане и Татарстане. Президент Татарстана Рустам Минниханов тогда заявил, что должность будет переименована в отведённый законом срок.
По словам первого президента Татарстана Минтимера Шаймиева проекты закона о запрете использования наименования «президент» вносились не раз — первый раз проект был отклонён Госдумой по причине противоречия Конституции России, второй раз отклонён правительством России по той же причине, и лишь с третьей попытки закон удалось продавить. Политический деятель Сергей Шахрай, один из основных авторов Конституции, также убеждён, что принятый закон нарушает конституционные нормы:

Никто из депутатов не вспомнил о российской Конституции, которая даёт регионам право самостоятельно решать, как называть своего руководителя. Как называть главу — это право республики. Ни Конституционный суд, никто другой это не опровергнет.

К концу 2014 года Татарстан оставался последним субъектом РФ, в котором не решили задачу по переименованию должности президента (с 1 января 2015 года в Башкирии наименование должности «президент» заменено «главой Республики Башкортостан»). В феврале 2015 года был принят федеральный закон, предусматривающий продление сроков наименования глав республик президентами ещё на год — до 1 января 2016 года.
18 сентября 2015 года на инаугурации переизбранного президента Татарстана Рустама Минниханова бывший президент Минтимер Шаймиев выступил в защиту наименования первого лица республики: «Людям нравится как сам президент, так и название высшего должностного лица нашей республики — президент! Это название нас сильно объединяет. Скажу почему: потому что это слово не подлежит переводу ни на татарский, ни на русский языки. Вот где ещё сила и авторитет!». Вслед за ним за сохранение наименования «президент» выступил председатель комитета по культуре Госсовета Татарстана Разиль Валеев и ряд других высших лиц. Представитель Татарстана в Госдуме Ильдар Гильмутдинов сообщил, что в республиканском парламенте вопрос о переименовании должности на протяжении 2015 года не поднимался ни разу.
Президент России Владимир Путин заявлял, что вопрос об именовании высшего должностного лица региона — дело жителей самого региона: поскольку Россия является государством с федеративным устройством, то вариант именования «президент» исключать нельзя. Позицию Владимира Путина поддержал руководитель «Справедливой России» Сергей Миронов. 17 декабря 2015 года в ходе пресс-конференции В. В. Путина ему был задан вопрос о переименовании должности, на что он ответил — «Мы с уважением отнесемся к любому выбору народа Татарстана. Поэтому вы сами там решайте, ладно?».
К концу 2017 года руководство республики фактически сохранило за собой исключительное право называть высшее должностное лицо региона президентом несмотря на окончание 1 января 2016 года срока продления наименования глав республик по федеральному закону. Наименование осталось неизменным, и никаких инициатив и даже вариантов о его смене в 2016 и 2017 годах не предпринималось. Руководство Татарстана апеллирует к тому, что раз должность президента и другие конституционные основы государственного строя республики были утверждены на референдуме, то и по переименованию высшего должностного лица нужно проводить референдум. Однако существует также мнение, что необходимости в этом нет, так как конституционные законы может принимать голосованием и Госсовет республики. Руководство республики также заявляло, что раз Договор о разграничении полномочий между органами власти РФ и республики (который истёк летом 2017 года) заключался именно президентом Татарстана, то у первого лица республики есть законное право именоваться президентом. Наконец, руководство Татарстана также считает, что в любом случае должность уже избранного в 2015 году президента не может быть переименована в течение его срока, а именоваться «главой» или иначе может только следующий руководитель региона, избираемый уже под новым наименованием на выборах в 2020 году.
В итоге, так как в республике согласно федеральному закону не отказались от должности президента, то формально с 1 января 2016 года конституция и законодательство региона по этому вопросу находятся в противоречии с федеральным законодательством. В то же время существует мнение, что сам федеральный закон, запрещающий именовать глав субъектов президентами, вторгается в разграниченные полномочия местных органов государственной власти и противоречит Конституции Российской Федерации, а именно 11 и 77 статьям:

Государственную власть в субъектах Российской Федерации осуществляют образуемые ими органы государственной власти.— Статья 11, Пункт 2 Конституции РФ.

Система органов государственной власти республик, краев, областей, городов федерального значения, автономной области, автономных округов устанавливается субъектами Российской Федерации самостоятельно в соответствии с основами конституционного строя Российской Федерации и общими принципами организации представительных и исполнительных органов государственной власти, установленными федеральным законом.— Статья 77, Пункт 1 Конституции РФ.
Доцент кафедры регионоведения Института международных отношений КФУ Азат Ахунов уверен, что закон о переименовании президентов выходит за рамки филологической плоскости и посыл, который он несёт, понятен всем. Руководитель фракции КПРФ в Татарстане Хафиз Миргалимов также возмутился принятым федеральным решением: «Я вообще не понимаю федеральный центр. Им как будто нечего делать. Пусть, наконец-то, займутся экономикой! ВВП стагнирует, цены скачут, ЖКХ грабит, ситуация архисложная, а они придумали переименовать президентов республик. Какая им разница? Разве понятие „президент“ мешает главному президенту?». Разиль Валеев высказал схожие мысли: «Ситуация смехотворна. Президентом какой-то компании или организации быть разрешено, а президентом одного из ведущих регионов — нет».
11 лет президентский статус считался татарстанскими политиками едва ли не последним проявлением суверенитета Татарстана, провозглашенного в республике в 1992 году.
27 сентября 2021 года в Государственную думу был внесён на рассмотрение новый законопроект о региональной власти. Инициатива предусматривает, что руководитель региона должен называться «главой» с дальнейшим указанием субъекта России. При этом с учётом исторических, национальных и иных традиций региона может быть предусмотрено дополнительное название должности, но не «президент». Наименование высшего исполнительного органа региона будет «Правительство субъекта Российской Федерации». Законопроект был одобрен во всех регионах, кроме Татарстана. Федеральный закон № 414-ФЗ «Об общих принципах организации публичной власти в субъектах Российской Федерации» был принят Государственной думой и подписан В. В. Путиным 21 декабря 2021 года. До 1 января 2023 года наименование должности «Президент Татарстана» должно было быть изменено на «Главу Татарстана». Минниханов сказал, что республика будет исполнять закон, хотя её мнение и не было услышано.
23 декабря 2022 года Госсовет Татарстана принял поправки в конституцию, по которым за действующим главой республики сохранится именование «президент», а после вступления в должность его преемника в 2025 году тот будет именоваться «Глава (Раис) Республики Татарстан». 6 января 2023 года Р. Минниханов подписал закон об этом. Однако 26 января Госсовет в рамках принятия поправок в конституцию решил отказаться от переходного периода и в тот же день закон был подписан Миннихановым. Таким образом через 10 дней после официального опубликования закона с 6 февраля 2023 года должность будет именоваться Глава (Раис). 4 февраля 2023 года Рустам Минниханов подписал закон о переименовании с 6 февраля «Аппарата Президента Татарстана» в «Администрацию раиса Татарстана».

## Полномочия
Наделение гражданина Российской Федерации полномочиями главы Татарстана осуществляется по результатам всенародных выборов в республике. В 2005—2011 годах наделение полномочиями было предусмотрено Государственным Советом Татарстана по представлению президента Российской Федерации.
Согласно Конституции Республики Татарстан, Раисом Республики Татарстан может быть избран гражданин Российской Федерации, достигший 30 лет, не имеющий гражданства (подданства), вида на жительство иностранного государства и обладающий пассивным избирательным правом. Срок полномочий — пять лет, неограниченное число раз.
Полномочия Главы Республики Татарстан определяются главой второй раздела IV Конституции Республики Татарстан.

## Список руководителей Республики Татарстан
| №                                 | Портрет                                                                | ФИО (годы жизни)                           | Срок полномочий                 | Срок полномочий                 | Длительность правления          | Длительность правления                | Партия                                         |
| №                                 | Портрет                                                                | ФИО (годы жизни)                           | Срок полномочий                 | Срок полномочий                 | по срокам                       | всего                                 | Партия                                         |
| Президенты Республики Татарстан   | Президенты Республики Татарстан                                        | Президенты Республики Татарстан            | Президенты Республики Татарстан | Президенты Республики Татарстан | Президенты Республики Татарстан | Президенты Республики Татарстан       | Президенты Республики Татарстан                |
| --------------------------------- | ---------------------------------------------------------------------- | ------------------------------------------ | ------------------------------- | ------------------------------- | ------------------------------- | ------------------------------------- | ---------------------------------------------- |
| 1                                 |                                                                        | Шаймиев, Минтимер Шарипович (род. 1937)    | 4                               | 4 июля 1991 — 3 апреля 1996     | 1735 дней                       | 18 лет 8 месяцев 21 день (6839 дней)  | КПСС Наш дом — Россия Вся Россия Единая Россия |
| 1                                 | 3 апреля 1996 — 12 апреля 2001                                         | Шаймиев, Минтимер Шарипович (род. 1937)    | 4                               | 1835 дней                       |                                 | 18 лет 8 месяцев 21 день (6839 дней)  | КПСС Наш дом — Россия Вся Россия Единая Россия |
| 1                                 | 12 апреля 2001 — 25 марта 2005                                         | Шаймиев, Минтимер Шарипович (род. 1937)    | 4                               | 1443 дня                        |                                 | 18 лет 8 месяцев 21 день (6839 дней)  | КПСС Наш дом — Россия Вся Россия Единая Россия |
| 1                                 | 25 марта 2005 — 25 марта 2010                                          | Шаймиев, Минтимер Шарипович (род. 1937)    | 4                               | 1826 дней                       |                                 | 18 лет 8 месяцев 21 день (6839 дней)  | КПСС Наш дом — Россия Вся Россия Единая Россия |
| 2                                 |                                                                        | Минниханов, Рустам Нургалиевич (род. 1957) | 3                               | 25 марта 2010 — 24 марта 2015   | 1825 дней                       | 12 лет 10 месяцев 12 дней (4701 день) | Единая Россия                                  |
| 2                                 | 18 сентября 2015 — 18 сентября 2020 (врио 24 марта — 18 сентября 2015) | Минниханов, Рустам Нургалиевич (род. 1957) | 3                               | 2005 дней                       |                                 | 12 лет 10 месяцев 12 дней (4701 день) | Единая Россия                                  |
| 2                                 | 18 сентября 2020 — 6 февраля 2023                                      | Минниханов, Рустам Нургалиевич (род. 1957) | 3                               | 871 день                        |                                 | 12 лет 10 месяцев 12 дней (4701 день) | Единая Россия                                  |
| Глава (Раис) Республики Татарстан |                                                                        |                                            |                                 |                                 |                                 |                                       |                                                |
| 2                                 |                                                                        | Минниханов, Рустам Нургалиевич (род. 1957) | 1                               | с 6 февраля 2023                | 919 дней                        | 15 лет 4 месяца 19 дней (5620 дней)   | Единая Россия                                  |